# Hugh Sinclair
Hugh Sinclair (ur. 1873, zm. 4 listopada 1939) – sir, brytyjski admirał, Dyrektor Generalny Tajnej Służby Wywiadowczej MI6 od czerwca 1923 do listopada 1939.